# Leveråstjärnen (Hede socken, Härjedalen)
Leveråstjärnen är en sjö i Härjedalens kommun i Härjedalen och ingår i Ljusnans huvudavrinningsområde. Sjön har en area på 0,107 kvadratkilometer och ligger 808,2 meter över havet.

## Delavrinningsområde
Leveråstjärnen ingår i det delavrinningsområde (690816-137236) som SMHI kallar för Ovan 690484-137303. Medelhöjden är 692 meter över havet och ytan är 14,06 kvadratkilometer. Det finns inga avrinningsområden uppströms utan avrinningsområdet är högsta punkten. Vattendraget som avvattnar avrinningsområdet har biflödesordning 3, vilket innebär att vattnet flödar genom totalt 3 vattendrag innan det når havet efter 312 kilometer. Avrinningsområdet består mestadels av skog (72 procent) och kalfjäll (20 procent). Avrinningsområdet har 0,11 kvadratkilometer vattenytor vilket ger det en sjöprocent på 0,7 procent.